# Jerzy Hoppen

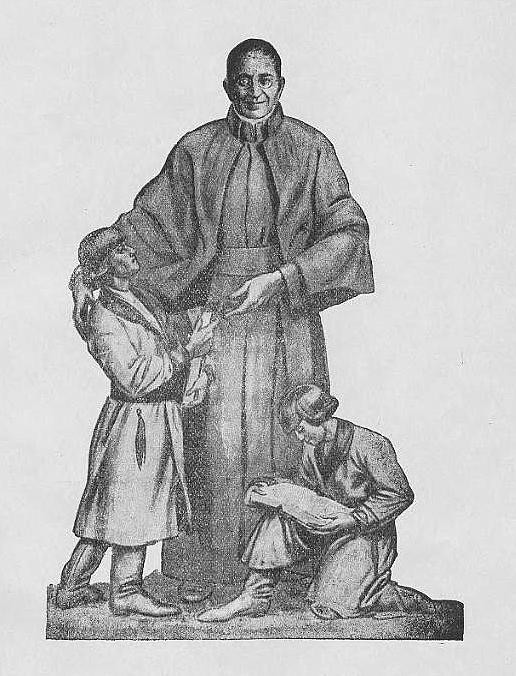
Obraz przedstawiający św. ks. Bronisława Markiewicza autorstwa Jerzego Hoppena

Jerzy Hoppen (ur. 23 marca 1891 w Kownie lub Równem, zm. 4 października 1969 w Toruniu) – polski malarz, grafik, pedagog, historyk sztuki i konserwator. Twórca graficznej „Szkoły wileńskiej”.

## Życiorys
Syn Józefa i Eufrozyny z Michałowskich. W 1913 kształcił się w Akademii Szkół Pięknych w Krakowie a w latach 1914–1917 w Szkole Szkół Pięknych w Petersburgu. Następnie na Wydziale Sztuk Pięknych Uniwersytetu Stefana Batorego w Wilnie (od 1921). W latach 1924–1925 kontynuował naukę w Académie Colarossi w Paryżu. W 1934 otrzymał dyplom artysty plastyka na WSP USB w Wilnie.
Od 1925 pracował jako nauczyciel w szkolnictwie Wileńskiego Towarzystwa Artystów Plastyków; od 1931 adiunkt, a do 1939 docent na WSP USB w Wilnie, gdzie kierował zakładem grafiki. W latach 1940–1942 był wykładowcą w Litewskiej Akademii Sztuki w Wilnie i pracownikiem Państwowego Muzeum Sztuki (1944–1946). Po wojnie, od 1946 był profesorem na Wydziale Sztuk Plastycznych Uniwersytetu Mikołaja Kopernika w Toruniu i kierownikiem tamtejszego zakładu grafiki do 1961.
Był członkiem WTAP, Warszawskiego Towarzystwa Graficznego, Wileńskiego Towarzystwa Przyjaciół Nauk i kustoszem Muzeum WTPN (od 1935). Po wojnie należał do Stowarzyszenia Historyków Sztuki i Związku Polskich Artystów Plastyków. Filister Korporacji Akademickiej Concordia Vilnensis.
Wystawiał wraz z WTAP od 1922 w Wilnie i z Towarzystwem Zachęty Sztuk Pięknych w Warszawie. Uczestniczył w szeregu wystaw graficznych ogólnopolskich oraz w prezentacjach sztuki polskiej za granicą. W 1924, 1925 i w 1927 wydał 3 teki akwafort Starego Wilna. W 1967 odbyła się w Toruniu wystawa indywidualna jego prac.

## Odznaczenia
- Złoty Krzyż Zasługi (10 listopada 1933)[3]